# Assaf Harofe
Assaf Harofe (hébreu : אסף הרופא בן ברכיהו Assaf Harofè ben Berekhyahou) également surnommé Assaf Hayarhoni, Rabbenou Assaf ou Assaf le Juif (latin : Assaph Judaeus) dans les textes latins, est un médecin juif de la période post-talmudique. Exerçant en terre d’Israël, il est l’auteur ou co-auteur du Sefer Harefouot (rédigé entre les VIe et Xe siècles), premier manuscrit médical en hébreu qui contient également un serment de bonne conduite médicale similaire à celui d’Hippocrate.

## Éléments biographiques
Rien n’est connu de la vie d’Assaf ben Berakhyahou, et son livre pourrait avoir été rédigé entre les VIe et Xe siècles de l’ère chrétienne.

## Éponymie
Le nom d’Assaf Harofe a été donné à l’hôpital attenant au camp militaire de Tzrifin en 1948. Celui-ci a cependant été renommé hôpital Itzhak Shamir à la date du 4 avril 2017 sur l’intervention expresse du premier ministre Benjamin Netanyahou et, semble-t-il, sans avoir consulté le personnel de l’hôpital.